# Sport Vereniging Limburgia
Lo Sport Vereniging Limburgia è stata una squadra di calcio dei Paesi Bassi, con sede a Brunssum, che vinse il campionato olandese 1949-1950.
Fondata il 9 maggio 1920, la società si è sciolta il 30 giugno 1998, quando si è fusa con l'RKBSV per dare vita al BSV Limburgia.

## Palmarès

### Competizioni nazionali
- Campionato olandese: 1

1949-1950